# نیاکان (کوهرنگ)
نیاکان (کوهرنگ)، روستایی از توابع بخش مرکزی شهرستان کوهرنگ در استان چهارمحال و بختیاری است. طوایف هفت لنگ بختیاری در این مکان ساکن هستند بخشی از روستا چادرنشین و عشایر هستندو بخشی دیگر یکجانشین شغل مردم روستا دامداری و کشاورزی است.

## ساکنان

### احمدسمالی
طایفه احمدسمالی به سه فامیل تقسیم شده‌اند, احمد و سلیمان و عموزاده انها سمال که به دلیل مهاجرت در شهرستان درود تعدا قابل توجهی را تشکیل داده اند 
شغل اکثر اهالی کشاورزی و دامپروریست
خوشبختانه با توجه به وجود روستای نیاکان در ارتفاعات دامنه زردکوه بختیاری از اب و هوای بسیار خوبی برخوردار است 
که زمینه گردشگری ان را رونق بخشیده است

## جمعیت
این روستا در دهستان شوراب تنگزی قرار دارد و براساس سرشماری مرکز آمار ایران در سال ۱۳۸۵، جمعیت آن ۱۰۳ نفر (۲۲خانوار) بوده‌است.